# 최저안전고도장치
최저 안전고도장치(Minimum Safe Altitude Warning, MSAW)는 항공기가 너무 낮은 고도에 있을시 시청각 경고음을 보내는 장치이다. 처음에 이 장치는 정상적인 접근과 비정상 적인 접근을 구분을 못하고 일정 고도만 되면 허위 신호를 보내어 공항내 54마일 안으로는 이 장치를 쓰지 못하도록 FAA가 지시했었으나, KAL801편 사고 이후 그 범위가 해제되거나 줄어들었다.

## 같이 보기
- 대한항공 801편